# Soluzione abitativa in emergenza

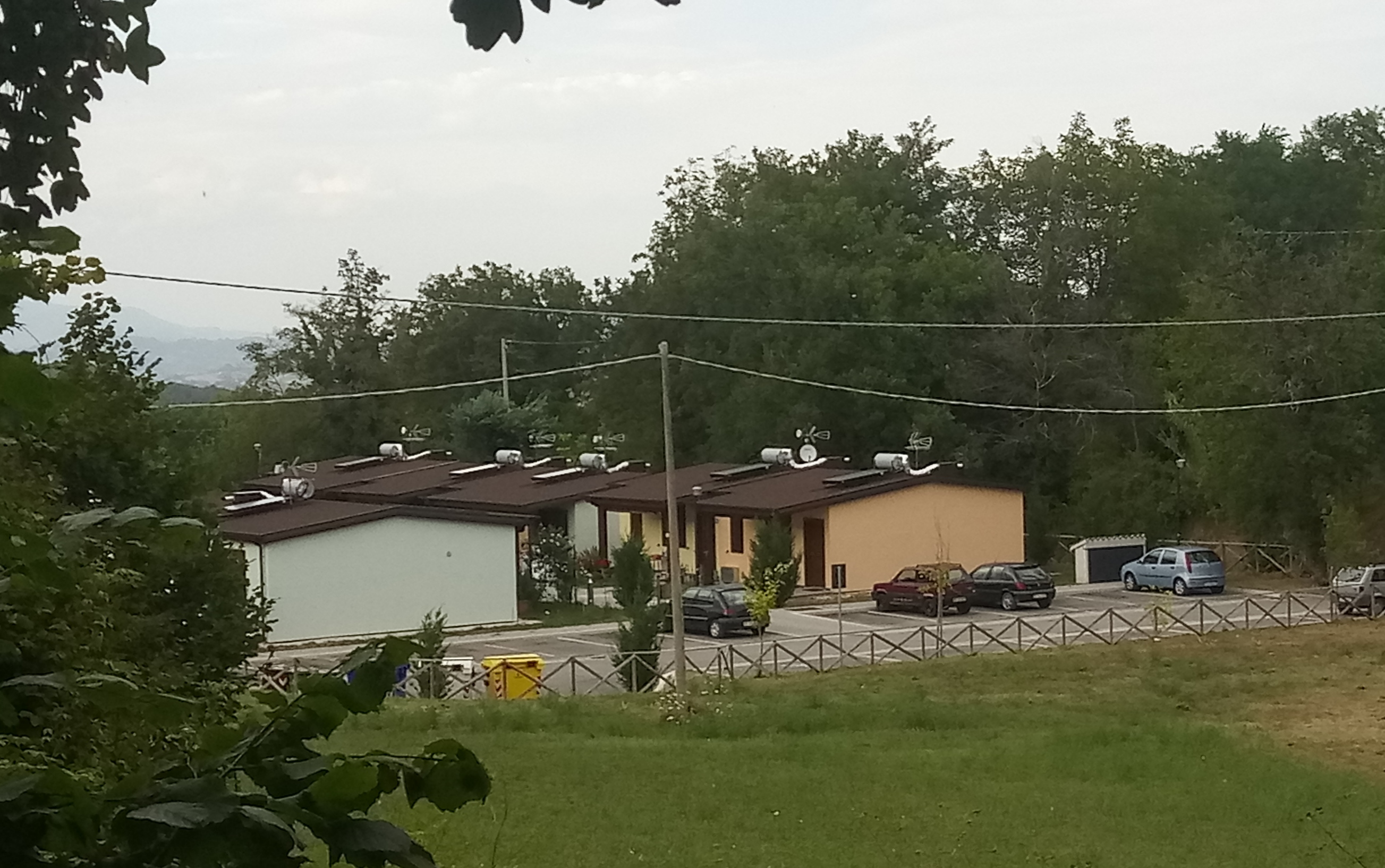
Soluzioni abitative in emergenza

Con soluzione abitativa in emergenza (sovente abbreviato come SAE e nota anche come "casetta di legno" e/o "container") si indica una costruzione antisismica, a scopo abitativo-commerciale, costruita provvisoriamente a causa dell'inagibilità di un edificio. Varie ne furono costruite a seguito del terremoto del Centro Italia del 2016 e del 2017, nelle regioni Abruzzo, Lazio, Marche e Umbria.

## Struttura
Sono progettati per il facile accesso, senza tralasciare la cura per l'ambiente, adatti a qualsiasi condizione climatica e studiati per essere utilizzati anche da persone disabili.
- Le SAE 40 (superficie netta 40 m²) possono ospitare minimo 1 persona e massimo 2,
- Le SAE 60 (superficie netta 60 m²) possono ospitare minimo 3 persona e massimo 4,
- Le SAE 80 (superficie netta 80 m²) possono ospitare minimo 5 persona e massimo 6.

## Terremoto del 2016-2017 nel Centro Italia
In seguito al terremoto del 24 agosto 2016, per la gestione della ricostruzione, il governo italiano con il Dipartimento della Protezione Civile scelse di allontanarsi dal "modello Bertolaso" (caratterizzato da una gestione centralizzata e dal frequente ricorso a poteri straordinari) e di fare ricorso alle ordinarie procedure amministrative, decentrando le decisioni nei territori. Un'altra decisione, presa dietro forte richiesta dei sindaci della "zona rossa", è stata quella di ricostruire i centri abitati dove erano precedentemente situati, evitando la costruzione di new town per alloggiare provvisoriamente gli sfollati.
I sindaci delle zone colpite, dopo poco tempo, hanno denunciato la presenza di un'eccessiva burocrazia che ha rallentato la ricostruzione. Nel giugno 2017, a dieci mesi dalla prima scossa, erano state consegnate solo 400 "casette" sulle 3 800 richieste, mentre il 92% delle macerie attendeva ancora di essere rimosso. Infatti, come sottolineato da Fabrizio Gatti su L'Espresso, i tempi di consegna rispetto al terremoto del 1997 in Umbria e nelle Marche si sono allungati: sette mesi per 2 304 persone rispetto ai 45 giorni per 3 400 persone nel 1997.
Riguardo alla burocrazia, l'allora sindaco di Visso Pazzaglini, in un'intervista a la Repubblica, ne ha evidenziato i lunghi passaggi (ben 11), accusando il governo Renzi e Gentiloni.
Il 2 marzo 2017, con la consegna degli ultimi moduli temporanei a Norcia, venne completato l’allestimento di tutte le aree container, completando quindi 23 insediamenti abitativi realizzati in nove comuni delle province di Macerata, Fermo e Perugia per dare alloggio temporaneo a circa 1 100 persone, ma all'inizio del 2018, secondo i dati della protezione civile, sono state consegnate ai sindaci 1 871 casette, sulle 3 691 richieste.
Le scosse che colpirono l'Italia nell'ottobre del 2016, rappresentarono un punto di svolta nell'ambito dell’assistenza alla popolazione, a causa dell’alto numero di persone fuori casa e dell’imminente arrivo dell’inverno.

## SAE nei comuni

### Regione Abruzzo
| Comune             | Provincia | Aree SAE | Fabbisogno SAE | Ampliamento | Quantità ampliamento | Anno di consegna | Anno di consegna (ampliamento) |
| ------------------ | --------- | -------- | -------------- | ----------- | -------------------- | ---------------- | ------------------------------ |
| Basciano           | Teramo    | 2        | 4              | No          |                      | 2017             |                                |
| Cagnano Amiterno   | L'Aquila  | 1        | 12             | No          |                      | 2017             |                                |
| Campli             | Teramo    | 1        | 9              | No          |                      | 2017             |                                |
| Campotosto         | L'Aquila  | 4        | 27             | No          |                      | 2017             |                                |
| Capitignano        | L'Aquila  | 2        | 18             | No          |                      | 2017-2018        |                                |
| Colledara          | Teramo    | 2        | 21             | No          |                      | 2018             |                                |
| Cortino            | Teramo    | 5        | 20             | No          |                      | 2018             |                                |
| Crognaleto         | Teramo    | 5        | 13             | No          |                      | 2018             |                                |
| Montereale         | L'Aquila  | 1        | 5              | No          |                      | 2017-2018        |                                |
| Montorio al Vomano | Teramo    | 2        | 54             | No          |                      | 2017             |                                |
| Rocca Santa Maria  | Teramo    | 3        | 5              | No          |                      | 2017-2018        |                                |
| Torricella Sicura  | Teramo    | 2        | 49             | No          |                      | 2018             |                                |
| Tossicia           | Teramo    | 3        | 36             | No          |                      | 2018             |                                |
| Valle Castellana   | Teramo    | 6        | 37             | No          |                      | 2017             |                                |

### Regione Lazio
| Comune     | Provincia | Aree SAE | Fabbisogno SAE | Ampliamento | Quantità ampliamento | Anno di consegna | Anno di consegna (ampliamento) |
| ---------- | --------- | -------- | -------------- | ----------- | -------------------- | ---------------- | ------------------------------ |
| Accumoli   | Rieti     | 13       | 201            | No          |                      | 2017             |                                |
| Amatrice   | Rieti     | 42       | 532            | No          |                      | 2017             |                                |
| Borbona    | Rieti     | 1        | 18             | No          |                      | 2017             |                                |
| Cittareale | Rieti     | 7        | 30             | No          |                      | 2017             |                                |
| Leonessa   | Rieti     | 2        | 21             | No          |                      | 2017-2018        |                                |
| Posta      | Rieti     | 2        | 19             | No          |                      | 2018             |                                |

### Regione Marche[12]
| Comune                    | Provincia     | Aree SAE | Fabbisogno SAE | Ampliamento | Quantità ampliamento | Anno di consegna | Anno di consegna (ampliamento) |
| ------------------------- | ------------- | -------- | -------------- | ----------- | -------------------- | ---------------- | ------------------------------ |
| Acquasanta Terme          | Ascoli Piceno | 1        | 6              | No          |                      | 2017             |                                |
| Amandola                  | Fermo         | 1        | 2              | No          |                      | 2017             |                                |
| Arquata del Tronto        | Ascoli Piceno | 7        | 201            | Si          | 10                   | 2017             | 2019                           |
| Bolognola                 | Macerata      | 1        | 7              | No          |                      | 2017             |                                |
| Caldarola                 | Macerata      | 4        | 107            | No          |                      | 2017-2018        |                                |
| Camerino                  | Macerata      | 20       | 310            | No          |                      | 2018             |                                |
| Camporotondo di Fiastrone | Macerata      | 1        | 7              | No          |                      | 2018             |                                |
| Castelraimondo            | Macerata      | 1        | 9              | No          |                      | 2018             |                                |
| Castelsantangelo sul Nera | Macerata      | 5        | 63             | No          |                      | 2017-2018        |                                |
| Cessapalombo              | Macerata      | 1        | 7              | No          |                      | 2017             |                                |
| Fiastra                   | Macerata      | 4        | 74             | No          |                      | 2017-2018        |                                |
| Force                     | Ascoli Piceno | 1        | 7              | No          |                      | 2018             |                                |
| Gagliole                  | Macerata      | 1        | 4              | No          |                      | 2018             |                                |
| Gualdo                    | Macerata      | 1        | 9              | No          |                      | 2017             |                                |
| Montecavallo              | Macerata      | 1        | 10             | No          |                      | 2017             |                                |
| Montegallo                | Ascoli Piceno | 2        | 34             | No          |                      | 2017-2018        |                                |
| Muccia                    | Macerata      | 10       | 164            | No          |                      | 2017-2018        |                                |
| Petriolo                  | Macerata      | 1        | 10             | No          |                      | 2018             |                                |
| Pieve Torina              | Macerata      | 14       | 210            | No          |                      | 2017-2018        |                                |
| Pioraco                   | Macerata      | 2        | 34             | No          |                      | 2018             |                                |
| San Ginesio               | Macerata      | 3        | 38             | No          |                      | 2017             |                                |
| San Severino Marche       | Macerata      | 3        | 103            | No          |                      | 2018             |                                |
| Sarnano                   | Macerata      | 2        | 21             | No          |                      | 2017-2018        |                                |
| Serrapetrona              | Macerata      | 2        | 18             | No          |                      | 2017-2018        |                                |
| Treia                     | Macerata      | 1        | 8              | No          |                      | 2018             |                                |
| Ussita                    | Macerata      | 6        | 89             | No          |                      | 2017-2018        |                                |
| Valfornace                | Macerata      | 10       | 152            | No          |                      | 2017-2018        |                                |
| Visso                     | Macerata      | 16       | 228            | No          |                      | 2017-2018        |                                |

### Regione Umbria
| Comune | Provincia | Aree SAE | Fabbisogno SAE | Ampliamento | Quantità ampliamento | Anno di consegna | Anno di consegna (ampliamento) |
| ------ | --------- | -------- | -------------- | ----------- | -------------------- | ---------------- | ------------------------------ |
| Cascia | Perugia   | 12       | 133            | No          |                      | 2017             |                                |
| Norcia | Perugia   | 26       | 639            | No          |                      | 2017             |                                |
| Preci  | Perugia   | 6        | 37             | No          |                      | 2017             |                                |

## Procedimenti giudiziari
Nel 2017 la CGIL ha denunciato lo sfruttamento di alcuni operai, mettendo alla luce del sole la gestione dei subappalti. Dopo la comparsa di alcune infiltrazioni d'acqua nelle SAE di Visso, che hanno provocato della muffa, la procura di Macerata ha aperto un'indagine per caporalato, passata poi alla Guardia di Finanza. Ad essere messo sotto accusa fu l'azienda Consorzio Arcale, all'epoca gestore di alcuni cantieri nel Maceratese. Nel marzo del 2019 il Consorzio chiese a numerosi enti, tra cui la Regione Marche e il Dipartimento della protezione civile, 65 milioni di euro per danni. Nel giugno dello stesso mese Raffaele Cantone, allora Presidente dell'Autorità Nazionale Anticorruzione, ha espresso il suo parere preoccupante riguardo alla gestione degli appalti.
Il 15 febbraio 2020, 20 persone e 15 aziende sono state indagate. Tra loro possiamo trovare il Consorzio Arcale e il Presidente Giorgio Gervasi, dirigenti e funzionari regionali e dell'ERAP (Ente Regionale per l'Abitazione Pubblica delle Marche) imprenditori, ditte senza la certificazione antimafia e il capo della Protezione Civile delle Marche David Piccinini.

## Problematiche
- Nella frazione di San Cassiano del Comune di Sarnano, duramente colpita dal terremoto,[22] la consegna dei moduli abitativi, prevista per il 27 dicembre 2017 subì un ritardo, che fu deciso dall'allora sindaco di Sarnano Franco Ceregioli a causa delle condizioni fatiscenti e della noncuranza dei moduli abitativi.[23][24]
- Nel Comune di Arquata del Tronto una famiglia di sfollati ha presentato varie problematiche tecniche e d'infiltrazione d'acqua al loro modulo abitativo.[25]

- Nel Comune di Leonessa 16 casette, che subirono varie infiltrazioni d'acqua a causa dell'umidità presente nei materiali durante l'imballaggio, furono classificate come inagibili.[26]
- Nel Comune di Muccia una scossa di terremoto del 2018 ha provocato dei danni ad una casetta.[27] Nel 2019 le persone hanno riscontrato in 31 moduli abitativi la presenza di muffa possibilmente dannosa per la loro salute.[28]
- Nel Comune di Visso, a causa di una forte pioggia, dell'acqua è penetrata all'interno di alcune casette.[29]